# ГАЕС Lángyáshān
ГАЕС Lángyáshān (琅琊山水电站) — гідроакумулювальна електростанція на сході Китаю у провінції Аньхой. Використовує резервуари, створені у сточищі річки Chenghe, правої притоки Qingliuhe, яка в свою чергу впадає ліворуч до Чухе (лівий доплив Янцзи).
У 1958-1965 роках на Chenghe з метою водопостачання та боротьби із повенями створили водосховище Chengxi, яке має нормальний рівень поверхні на позначці 29 метрів НРМ та об’єм 44 млн м3. Під час повені рівень може зростати до 33,4 метра НРМ, а об’єм – до 85,2 млн м3. За півстоліття по тому цю водойму використали як нижній резервуар гідроакумулювальної схеми, верхній резервуар якої створили на річечці Ердао, правій притоці Chenghe. Тут звели кам’яно-накидну греблю із бетонним облицюванням висотою 65 метрів та довжину 665 метрів. Разом із допоміжною спорудою висотою 20 метрів та довжиною 320 метрів вона утримує водосховище з об’ємом 17,4 млн м3 (корисний об’єм 12,4 млн м3), в якому відбувається коливання рівня між позначками 150 та 171,8 метра НРМ (під час повені рівень може зростати до 172,6 метра НРМ, а об’єм – до 18 млн м3).
Верхній резервуар сполучений із машинним залом за допомогою чотирьох тунелів довжиною по 0,7 км, тоді як із нижньою водоймою зал сполучає траса довжиною 2,1 км, яка починається із двох тунелів та приблизно посередині переходить у відкритий канал.
Машинний зал споруджений у підземному виконанні та має розміри 157х22 метра при висоті 46 метрів. Станцію обладнали чотирма оборотними турбінами типу Френсіс потужністю по 150 МВт, які використовують напір від 116 до 147 метрів (номінальний напір 126 метрів) та забезпечують підйом на висоту від 125 до 153 метрів. За рік вони забезпечують виробництво 856 млн кВт-год електроенергії при споживанні для зворотнього закачування 1172 млн кВт-год.